# Theodor Seidenfaden
Theodor Seidenfaden (* 14. Januar 1886 in Köln; † 6. August 1979 in Hattingen, Ruhr) war ein deutscher Schriftsteller.

## Leben
Theodor Seidenfaden war der Sohn eines Landwirts. Er wuchs in Köln auf. Nach dem Besuch der Volksschule absolvierte er eine Ausbildung am Lehrerseminar in Brühl und wirkte anschließend von 1906 bis 1908 als Volksschullehrer in Rövenich. Von 1909 bis 1910 studierte er Musik und Literatur in Köln und Bonn; ab 1912 war er an der Volksschule in Bessenich als Lehrer tätig. Von 1915 bis 1918 nahm er als Soldat am Ersten Weltkrieg teil und wurde schwer verwundet. Von 1924 bis 1931 war er Rektor einer Volksschule in Königshoven, von 1931 bis 1934 Volksschulrektor in Köln-Riehl und von 1934 bis 1949 Stadtschulrat in Köln. Seidenfaden gehörte von 1931 bis 1932 der NSDAP an, setzte aber auch nach seinem Austritt aus der Partei seine Mitarbeit an nationalsozialistischen Kulturzeitschriften fort. Ab 1951 war er Mitglied des rechtsextremen Deutschen Kulturwerks Europäischen Geistes, von 1953 bis 1969 als Präsidiumsmitglied.
Theodor Seidenfadens umfangreiches literarisches Werk besteht aus Romanen, Erzählungen, Nacherzählungen deutscher Sagen, Gedichten und fiktiven Dialogen zwischen historischen Persönlichkeiten. Sein Werk ist geprägt von seiner Ablehnung der Moderne und seiner ultrakonservativ-christlichen Geisteshaltung.

## Schriften
- Ludwig Uhland, M.Gladbach 1919
- Sofia, Zülpich 1919
- Zum neuen Tag, Warendorf i. Westf. 1919
- Justinus Kerner, M.Gladbach 1920
- Eduard Mörike, M.Gladbach 1921
- Die Teufelsschlucht, Saarlouis 1921
- Im Wunderkahn, Saarlouis 1922
- Zu himmlischen Ufern, Saarlouis 1923
- Das Haupt des Laurentius, Frankfurt a. M. 1924
- Das rheinische Narrenschiff, Leipzig [u. a.] 1924
- Das Spiel von Sankt Christophorus, Frankfurt a. M. 1924
- Das Glockenspiel, Saarlouis 1925
- Meier Helmbrecht, Saarlouis 1925
- Rheinische Sagen und Schwänke, Saarlouis 1925
- Beowulf, Saarlouis 1926
- Sagen um Karl den Großen, Saarlouis 1926
- Gudrun, Saarlouis 1927
- Dietrich von Bern, König der Goten, München 1928
- Der heilige Strom, München 1930
- Das Heldenbuch, Freiburg i. Br. 1930
- Der Zweikampf zu Worms, Köln a. Rh. 1930
- Das deutsche Schicksalsbuch, Freiburg
  - 1. Das Reich, 1932
- Der Kampf um die Finnsburg, Kevelaer 1932
- Das Heiligtum, München 1933
- Der verwegene Sprung, Langensalza [u. a.] 1933
- Die Weihe, München 1933
- Nordlandhelden, München 1934 (zusammen mit Gustav Schalk)
- Der goldene Ring, Halle 1935
- Der Ring zerbricht, Halle 1935
- Der Bürger von Gent, Saarlautern 1937
- Der Königssohn unter Wölfen, Bochum 1938
- Michel unter den Räubern, Saarlautern 1938
- Walter und Hildegund, Saarlautern 1938
- König Rother, Saarlautern 1939
- Hans Memlings letzter Tag, Ratingen 1940
- Der Karneval des Jahres 1812, Frankfurt a. M. 1940
- Edle und Bauern, Reutlingen 1941
- Die Schuhe der Frau Holle, Saarlautern 1941
- Wieland, Saarlautern 1941
- Der Meister von Brügge, Hamburg 1942
- Schelme vom Rhein, Ratingen 1942
- Mozart und Beethoven sprechen, Düsseldorf 1952
- Johann Peter Hebel, Murnau 1953
- Land der Braunkohle, Murnau 1953
- Die Tafelrunde im Altking, Wiesbaden
  - 1. Hessen-Nassauische Geschichten vom Glauben, der Hoffnung und der Liebe, der Treue, der Ehre, 1954
  - 2. Hessen-Nassauische Geschichten von der List gegen die finsteren Gewalten, dem Frohsinn und der Tapferkeit, 1954
  - 3. Hessen-Nassauische Geschichten der Gerechtigkeit, der Kühnheit, des Fromm-Seins und der Güte, 1954
- Göttliche Erde, Dinkelsbühl/Mittelfranken 1955
- Der junge Schulmeister und das Mädchen Regine, München 1956
- Traumnacht auf der Toteninsel, Göttingen 1956
- Die Nacht des Gewissens, Karlsruhe 1959
- Der Pianist, Karlsruhe 1960
- Die Sterbenacht des Inquisitors, Karlsruhe 1960
- Die Jungfernbeichte, München 1961
- Magister Markus, der Astrolog, Karlsruhe 1961
- Wunder im Maß, Dülmen/Westf. 1962
- Das ewige Korn, Dülmen/Westf. 1963
- Die Flucht, Karlsruhe 1963
- Der Traum des Intendanten, Karlsruhe 1964
- Zwiegespräch mit dem Krist, Karlsruhe 1964
- Europa, Wien 1965
- Die Lüneburger Walpurgisnacht 1965, Karlsruhe 1965
- Der zweiundneunzigste Geburtstag, Karlsruhe 1965
- Terzett, Westerbrak b. Vorwohle 1966
- Elueisa, München 1967
- Die andere Welt, Karlsruhe 1968
- Leuchtturm-Flammen, München 1968
- Meine Ketzer, Wien 1968
- Die Seele des Himmels, Karlsruhe 1968
- Zum ewigen Frieden, Karlsruhe 1968
- Das Bild der Könige, Karlsruhe 1969
- Die Nacht der Erscheinungen, Karlsruhe 1971
- Weltwende, Karlsruhe 1971
- Die Gengenbacher Novembernacht, Karlsruhe 1972
- Meine kleine Shakespeare-Galerie, München 1972
- Das Quartett, Karlsruhe 1972
- Till Eulenspiegel im Ahrtal, Heusenstamm 1972
- Ich und All, Karlsruhe 1973
- Die Kerker-Gebete, Karlsruhe 1973
- Stundenschläge einer goldenen Kunde, Karlsruhe 1973
- Von den Schätzen der Werte, Karlsruhe 1973
- Der Aufstieg auf den Heiligen Berg, Karlsruhe 1974
- Der großen Drei Abschied von der römischen Kirche, Karlsruhe 1975
- Die Wunderburgen Gottes, Karlsruhe 1975
- Nur das Geheimnis Ehrfurcht kittet, Dülmen 1977
- Das Unvergängliche, Karlsruhe 1977
- Der Zauberspiegel, Bad Orb im Spessart 1999

## Herausgeberschaft
- Wilhelm Herchenbach: Abelung, der Zwergenkönig, Regensburg 1920
- Junges Auge über dem Rhein, Ratingen 1940
- Kultur des deutschen Ostens, Troisdorf/Rhld. 1950 (herausgegeben zusammen mit Carl Thomas)
- Heinz R. Grienitz: Medium, Karlsruhe 1960
- Der Brückenschlag, Bonn 1972